# Dongcheon (métro de Séoul)
Dongcheon (hangeul : 동천 ; hanja : 東川) est une station de passage de la ligne Sin Bundang du métro de Séoul. Elle est située au 760 Sinsu-ro, quartier Dongcheon-dong de l'arrondissement Suji-gu sur le territioire de la ville Yongin-si dans la province Gyeonggi-do, près de Séoul, en Corée du Sud.

## Situation sur le réseau

Plan du réseau (2023)

La station souterraine Dongcheon est une station de passage de la ligne Sin Bundang du métro de Séoul : elle est située entre la station Migeum, en direction du terminus nord Sinsa, et la station Suji-gu Office en direction du terminus sud Gwanggyo.

## Histoire
La station Dongcheon est mise en service le 30 janvier 2016, lors de l'ouverture à l'exploitation du prolongement de la ligne Sin Bundang, de 12,8 km, depuis la station Jeongja.